# Mette Bergmann
Mette Bergmann (Kråkerøy, 9 novembre 1962) è un'ex discobola norvegese che vinse il bronzo agli Europei del 1994.
Il suo miglior lancio è stato un 69,68 m, ottenuto nel maggio 1995 a Florø, miglior prestazione mondiale stagionale e tuttora record norvegese.

## Palmarès
| Anno | Manifestazione | Sede       | Evento           | Risultato | Misura  | Note |
| ---- | -------------- | ---------- | ---------------- | --------- | ------- | ---- |
| 1986 | Europei        | Atene      | Lancio del disco | 11ª       | 53,58 m |      |
| 1991 | Mondiali       | Tokyo      | Lancio del disco | 20ª       | 55,78 m |      |
| 1992 | Olimpiadi      | Barcellona | Lancio del disco | 21ª       | 58,32 m |      |
| 1993 | Mondiali       | Stoccarda  | Lancio del disco | 21ª       | 58,12 m |      |
| 1994 | Europei        | Helsinki   | Lancio del disco | Bronzo    | 63,58 m |      |
| 1995 | Mondiali       | Göteborg   | Lancio del disco | 6ª        | 62,48 m |      |
| 1996 | Olimpiadi      | Atlanta    | Lancio del disco | 9ª        | 62,28 m |      |
| 1997 | Mondiali       | Atene      | Lancio del disco | nm        | nm      |      |